# Torre dei Ricci
La torre dei Ricci, già torre dei Donati è una torre del centro storico di Firenze situata tra piazza Sant'Elisabetta e via del Corso 48 rosso.
La torre odierna è nata dalla fusione di due torri: quella dei Donati era su via del Corso e quella dei Ricci era adiacente, ma affacciata sulla piazza, formando quindi una spaziosa casa torre a pianta rettangolare. 
La torre dei Ricci presenta grosse bozze di pietra a vista, dalla forma particolarmente regolare (indice di rimaneggiamenti più tardi), e buche pontaie con mensole fino al terzo piano, che segnalano la presenza in antico di più piani di ballatoi lignei esterni. I Ricci possedevano numerose torri e case in questa zona, tanto che il tratto iniziale di via del Corso si chiamava via dei Ricci. Con la salita al potere del Popolo (1250) la torre venne scapitozzata
Vi si aprono numerose finestre che non risalgono al periodo medievale, ma sono più tarde, come dimostra il loro aspetto regolare e l'ampiezza delle aperture. All'ultimo piano si aprono alcune monofore.
La torre appartenne alla famiglia dei Donati che proprio in questa zona del Corso possedevano numerosi edifici, vicino a quelli dei rivali Cerchi, con i quali i problemi di vicinato sfociarono nelle sanguinose battaglie tra guelfi bianchi e neri.

## Altre immagini

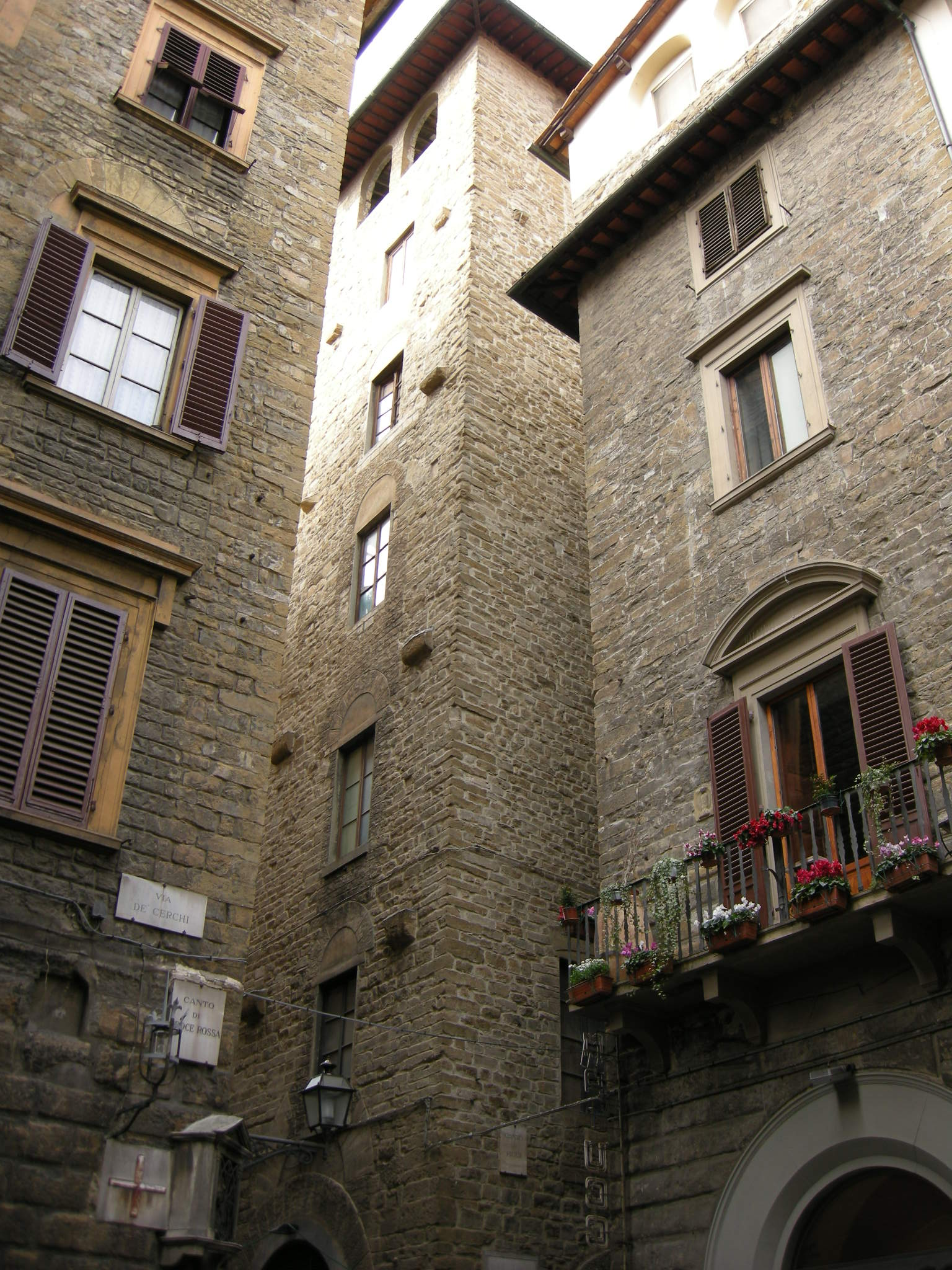
Lato della torre dei Donati
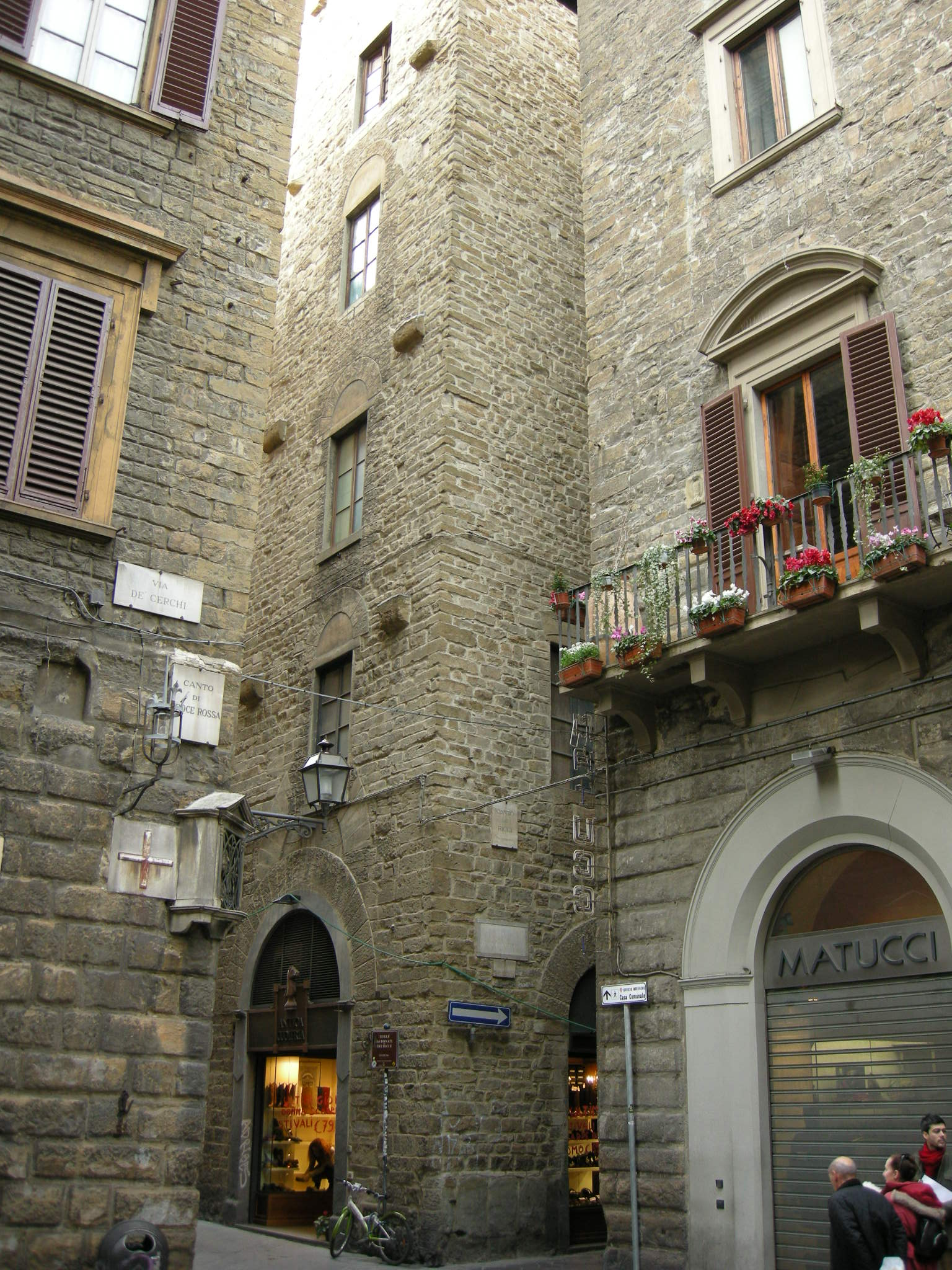
Base
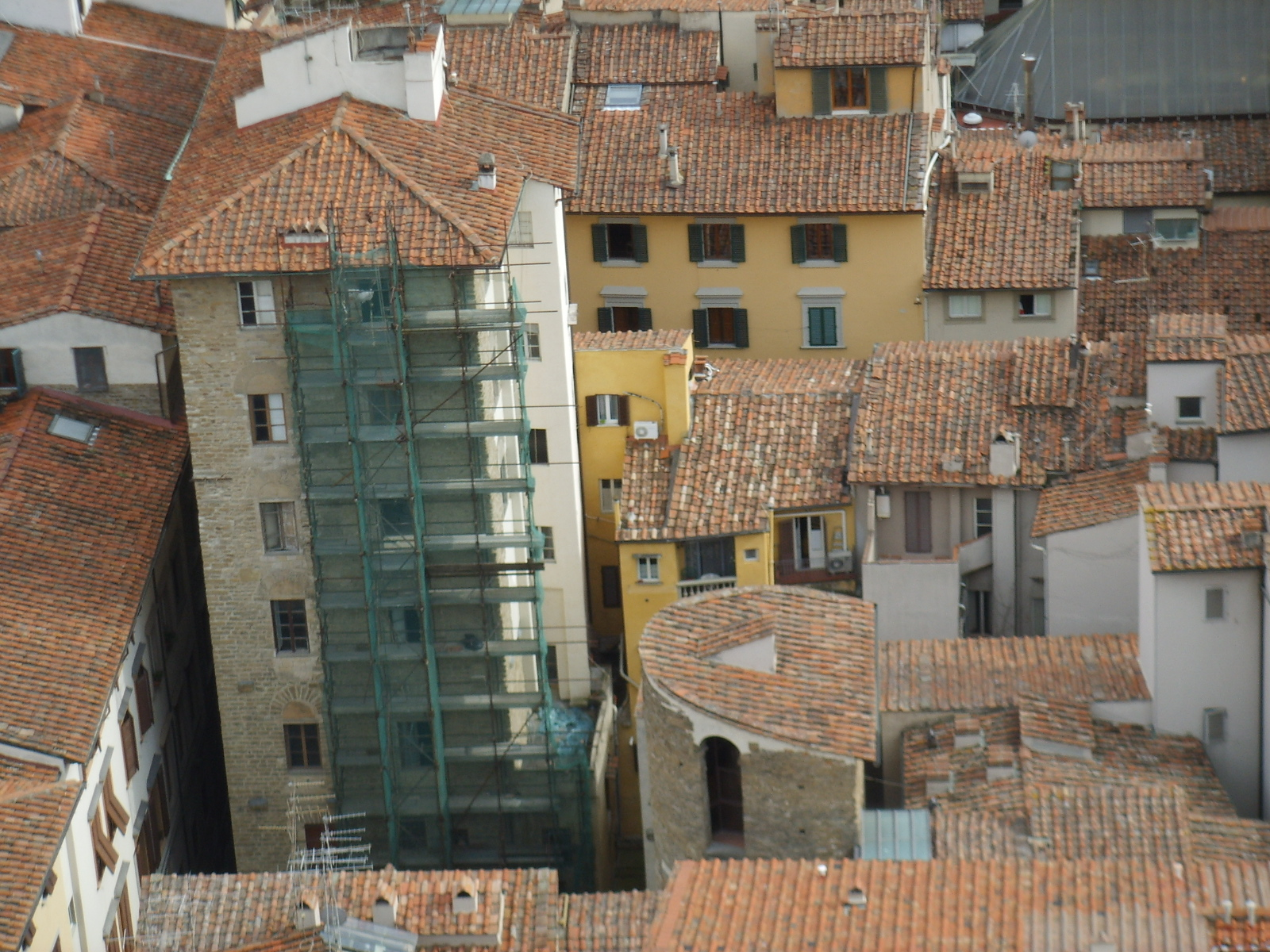
Veduta dal Campanile di Giotto